# Дудімос
Дудімос I — давньоєгипетський фараон з XIII династії.

## Життєпис
Кінець правління Дудімоса відзначився хаосом у країні та вторгненням гіксосів. Натомість, деякі єгиптологи вважають, що завоювання Єгипту гіксосами відбувалось поступово, починаючи з падіння XII династії.